# Тонганска летяща лисица
Тонганската летяща лисица (Pteropus tonganus) е вид бозайник от семейство Плодоядни прилепи (Pteropodidae).

## Разпространение
Видът е разпространен в Американска Самоа, Вануату, Ниуе, Нова Каледония, островите Кук, Папуа Нова Гвинея, Самоа, Соломонови острови, Тонга, Уолис и Футуна и Фиджи.